# رود کریان
رود کریان (به انگلیسی: Kerian River) رودی است که در مالزی جریان دارد.